# Dedekindsnitt

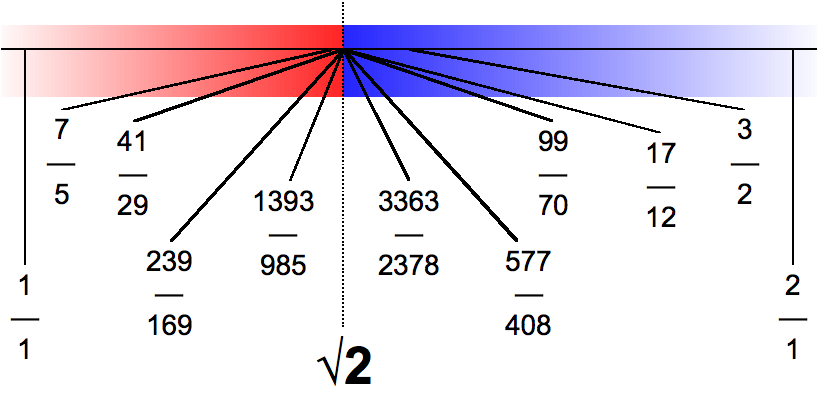
Dedekindsnitt - kvadratroten ur två. Alla rationella tal som är mindre än roten ur två tillhör mängden A, och de som är större tillhör mängden B.

Inom matematiken är Dedekindsnitt, uppkallat efter Richard Dedekind, ett sätt att definiera begreppet reellt tal, på ett sådant sätt att alla viktiga egenskaper (axiom) för reella tal uppfylls. Metoden utgår enbart ifrån mängdteorin och därmed kan hela det reella talsystemet sägas bero endast på mängdlärans axiom. Dedekindsnitt är dock inte det enda sättet att definiera de reella talen. Beteckningen "snitt" kommer från tyskans "Schnitt" (snitt, delning) och skall inte blandas samman med snittet av två mängder.
Ett Dedekindsnitt är en partition av de rationella talen {\displaystyle {\mathbb {Q} }} i två icke-tomma mängder A och B sådan att alla element i A är mindre än varje element i B och där A inte innehåller något största element. Mängden B kan ha ett lägsta element, som då är lika med Dedekindsnittet, vilket i så fall är ett rationellt tal. Om B inte har ett lägsta element är Dedekindsnittet irrationellt. De reella talen, {\displaystyle {\mathbb {R} }}, definieras med denna metod som mängden av alla Dedekindsnitt.